# Canário e Passarinho
Canário e Passarinho é uma dupla de música caipira formada pelos irmãos Antônio Bergamo (Altinópolis, 1 de agosto de 1934), o Canário, e Pedro Bergamo (Altinópolis, 29 de junho de 1936), o Passarinho. Desde a déxada de 60, a dupla lançou 2 CDs, 39 LPs, 9 compactos e 8 discos de 78 rpm, sendo seus maiores sucessos as músicas “Gaiola de ouro” e “Eu, ela e o garçom”.

## Biografia
Nascidos em um colônia de Italianos em uma fazenda de Altinópolis, começaram a trabalhar na lavoura de café desde cedo. Influenciados por duplas como Tonico & Tinoco e Vieira & Vieirinha, os irmãos começaram sua carreira com apresentações em festas escolares locais, onde utilizavam os nomes artísticos de Canário e Canarinho. Em 1959, a dupla participou das eliminatórias do Segundo Torneio "Roda de Violeiros", realizado na Rádio Clube de Orlândia. O sucesso obtido nesse evento os motivou a se mudarem para a capital paulista, onde inicialmente trabalharam como faxineiros em um hotel.
Posteriormente, Canário e Passarinho se apresentaram na Rádio Nacional (atualmente Rádio Globo), no estimado programa "Alvorada Cabocla", apresentado por Nhô Zé. A partir desse momento, a dupla iniciou sua carreira fonográfica, gravando três discos em 78 RPM pela Gravadora Chantecler com o nome artístico de Canário e Canarinho. Pouco tempo depois, devido à existência de outra dupla chamada "Curió e Canarinho", Pedro Bergamo adotou o nome artístico de Passarinho, e a dupla passou a ser conhecida como Canário e Passarinho.
Nos anos de 1966 e 1967, foram premiados como a Melhor Dupla do Ano pela gravadora Chantecler (atual Warner Music). A dupla é considerada, junto com as duplas Abel & Caim, Belmonte & Amaraí e Lourenço & Lourival como integrantes da segunda geração da musica caipira, marcada pela modernização do gênero com adição de intrumentos elétricos e inclusão de variados ritmos que eventualmente se transformariam no Sertanejo contemporâneo.
Além da música, a dupla promoveu diversos eventos em circos locais, como peças teatrais baseadas em composições originais e desafios musicais com artistas do gênero iê-iê-iê, termo usado na época para descrever o pop rock Britânico dos Beatles. Além de suas apresentações ao vivo, Canário e Passarinho destacaram-se pela produção de programas de rádio, distribuídos por diversas emissoras
.

## Discografia
- 1960 - Gaiola de Ouro - Continental - CSLP-6774
- 1961 - Eu, Ela e o Garçon - Califórnia - CL-133
- 1961 - Sentimento e Boemia - Califórnia - CL-143
- 1961 - De São Paulo à Mato Grosso - Califórnia - CL-178
- 1962 - Vinte Namoradas - Cartaz - LPC-5018
- 1962 - Os Gêmeos - Cartaz - LPC-5029
- 1967 - Cantando para o Brasil - Chantecler - CH-3149
- 1968 - Caneta de Ouro - Chantecler - CH-3188
- 1968 - Viola de Lara (com Peter e Bérgamo) - Fonart - F-9010
- 1969 - Os Grandes Sucessos de Canário e Passarinho - Chantecler - CH-3198
- 1969 - Coração de Boêmio - Sertanejo - LPS-17029
- 1969 - Canário e Passarinho - Discolar - LPDS-32.036
- 1969 - Os Dois Irmãos Gêmeos - Rancho Vazio - Sapê - SAPÊ-2
- 1970 - Pra Frente - Chantecler - CH-3235
- 1970 - A Missa - Carmona - LPC-1001
- 1971 - Os Rancheiros - Rancho Vazio - Itamaraty
- 1971 - Gaiola de Sucessos - Califórnia - CL-410
- 1972 - Coração de Pedra - Califórnia - CL-4127
- 1973 - Canário e Passarinho - Tropicana - LP-01185
- 1974 - A Dama de Vermelho - Tropicana /CBS - LP-01288
- 1974 - Adeus Morena Adeus - Cartaz - LPC-5178
- 1975 - Cabocla Tereza - Cartaz - LPC-5188
- 1975 - Canário e Passarinho - Itamaraty - LP-2122
- 1975 - A Mulher do Coração de Pedra - Califórnia - CD-4180
- 1976 - Carinho Não Mata a Fome - Califórnia - CL-4330
- 1977 - Os Fazendeiros de Franca - Carmona - LPC-1034
- 1977 - Chofer de Estrada - Japoti - JPT-067
- 1978 - Edição Limitada - Phonodisc - LP-045411025
- 1979 - Canário e Passarinho - Latino - LP-226411066
- 1979 - Tangos Apaixonados - Mourão da Porteira /K-Tel - KPL-16001
- 1979 - Não Amo Ninguém - Mourão da Porteira - KPL-16012
- 1980 - Bépe e Tônho - O Saco do Colono - Mourão da Porteira - KPL-16061
- 1981 - Lírios Encarnados - Mourão da Porteira /K-Tel - KPL-16070
- 1981 - Arapuca - Chantecler - LP-226411103
- 1985 - Gaiola de Ouro - Tocantins - GTL-LP-1083
- 2000 - Canções Religiosas
- 2002 - Chora na Rampa Negão
- 2003 - Camisa Branca - Movieplay - CD-7896410619153
- 2010 - Canário - A Viola do Canário - Allegretto - ALCD-00258
- 2011 - Sertanejo em Oração - Zan Brasidisc - BRCD-496